# Distretto di Chora
Il distretto di Chora è un distretto dell'Afghanistan appartenente alla provincia dell'Oruzgan. Viene stimata una popolazione di 25 980 abitanti (stima 2016-17).